# Bennebol

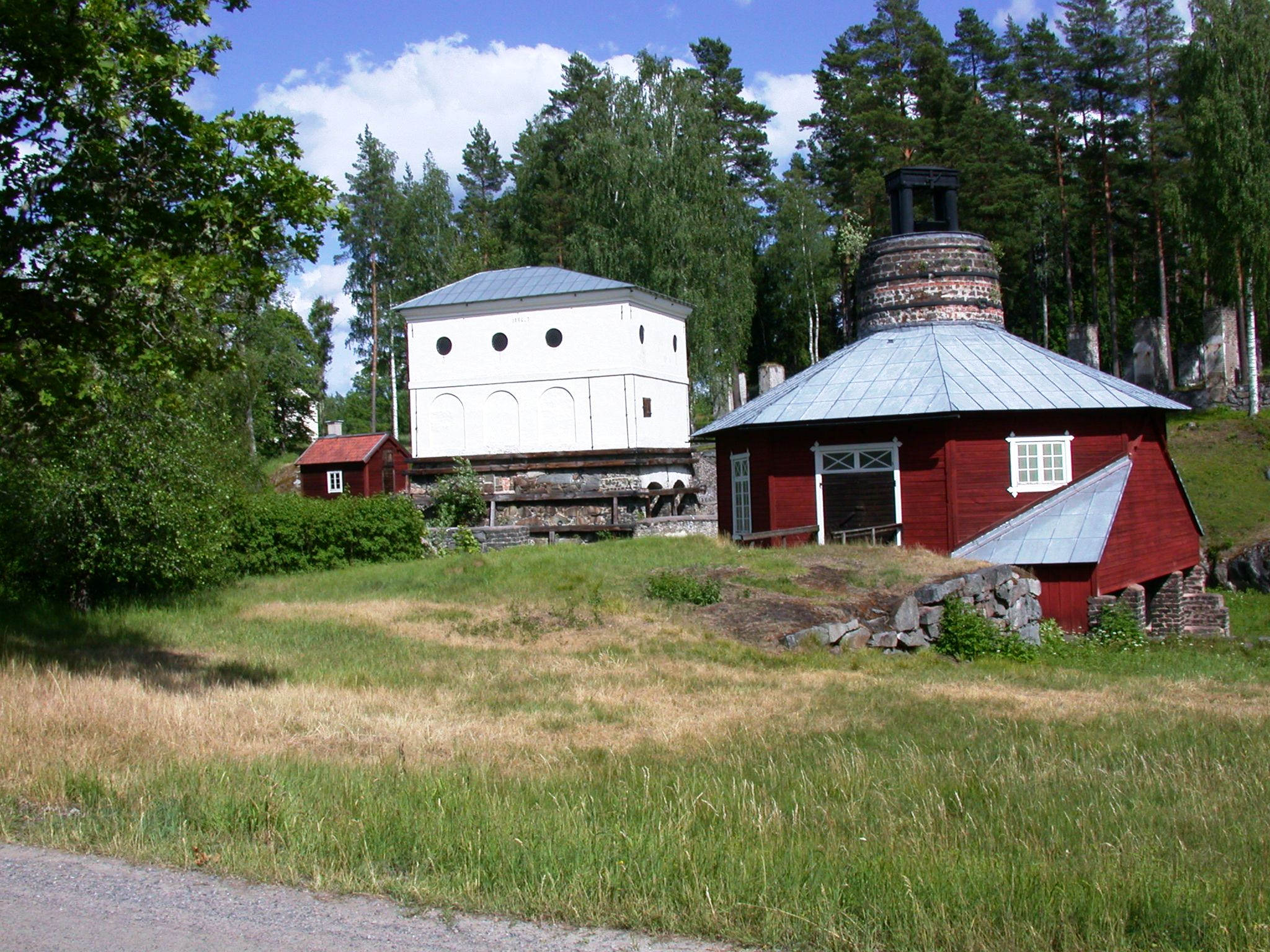
Bennebols bruk: masugnen till vänster, rostugnen till höger

Bennebols Bruk är ett tidigare järnbruk utanför Knutby i Uppland.

## Järnbruk

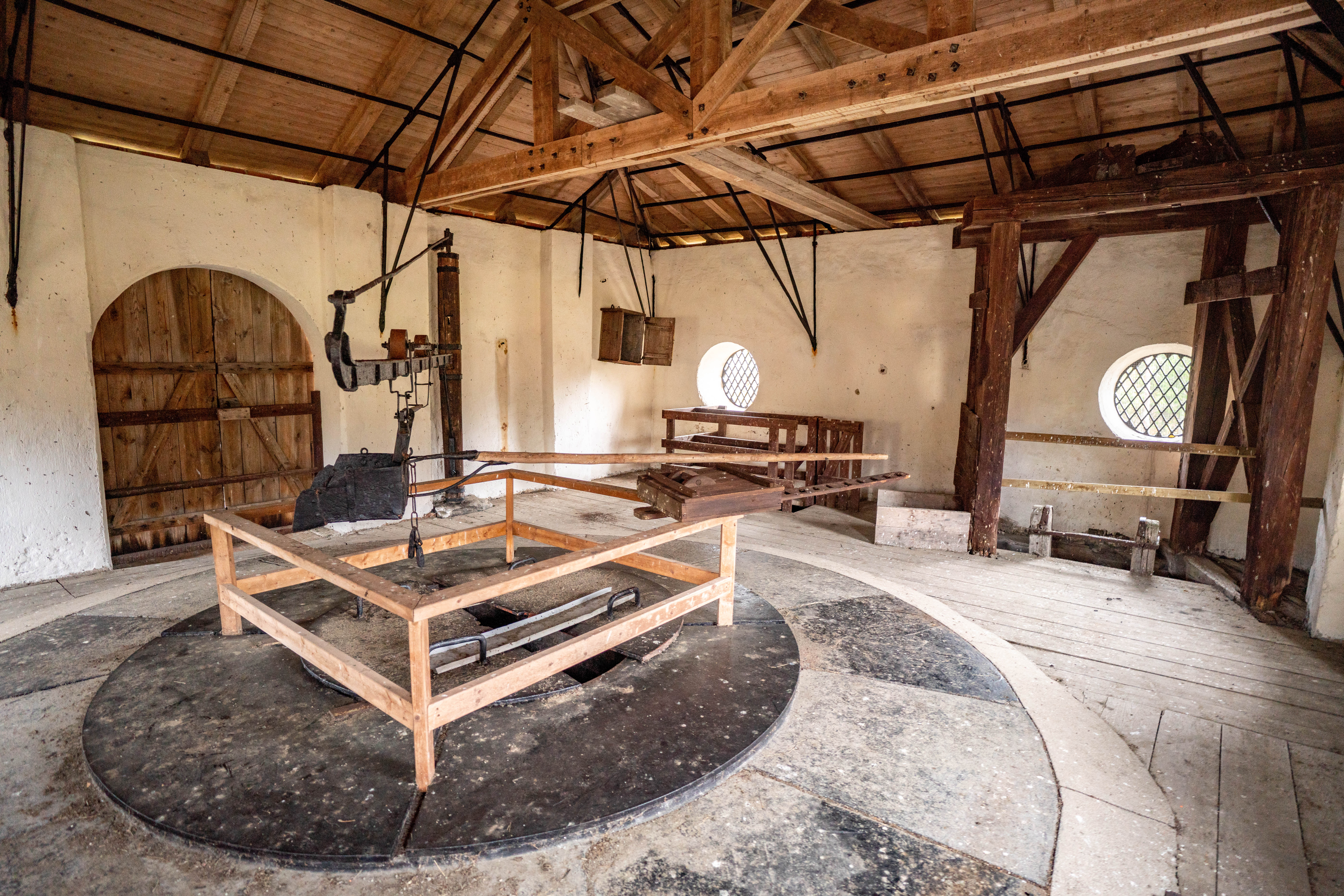
Insidan av masugnen

Bennebol köptes 1676 av riksamiralen Gustaf Otto Stenbock som 1680 lät anlägga en masugn här. Han ägde även Hargs bruk, och Bennebol fungerade under hela sin tid som masugnsbruk under Hargs bruk där det i Bennebol producerade tackjärnet förädlades. Malmen ursprungligen främst från Björsta gruva, men kom senare att hämtas från Dannemora gruvor.
Den nuvarande masugnen byggdes ca 1737 och dess övre del byggdes om 1856-1857 under ledning av direktör Ernst Westman vid Jernkontorets metallurgiska stat. Det är även Westman som konstruerat rostugnen, vilken uppfördes 1877.

## Sågverk

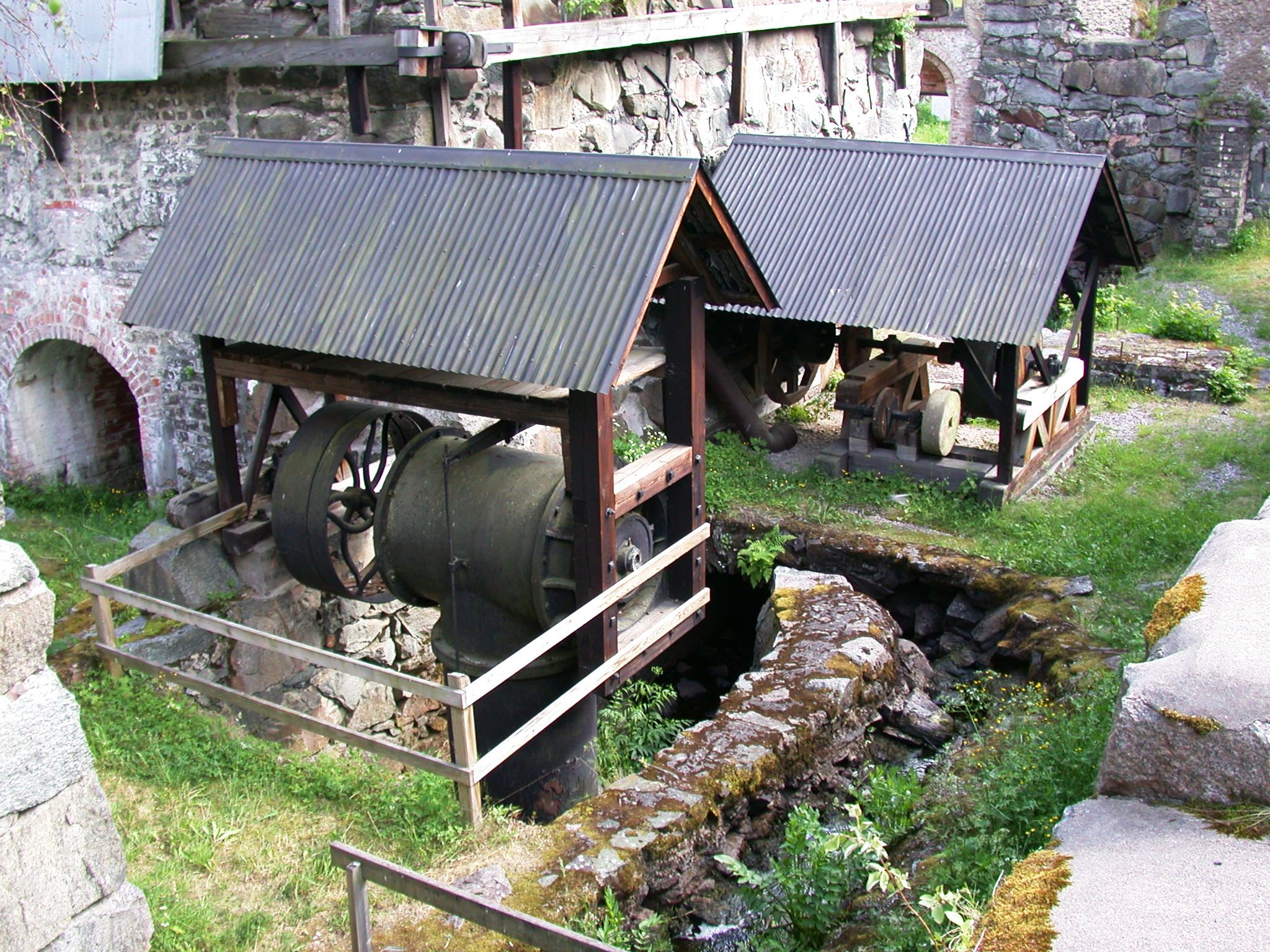
Turbiner för sågverksdriften

Efter järnbrukets nedläggning användes sedan vattenkraften för sågverksdrift fram till 1917 då även denna verksamhet lades ned.